# لوك سابها
لوك سابها (أي بيت الشعب) أو مجلس الشعب هو المجلس الأدنى في برلمان الهند. يضم لوك سابها 545 عضوا يتم انتخابهم بالاقتراع العام المباشر، فيما عدا عضوين يعينهما رئيس الدولة.

## روابط خارجية
- الموقع الرسمي نسخة محفوظة 15 أبريل 2013 على موقع واي باك مشين.